# La Casa Azul
La Casa Azul és un grup català d'electropop i indie pop fundat el 1997 i liderat per Guille Milkyway.

## Naixement, primeres maquetes (1997-1999)
La Casa Azul neix a l'imaginari de Guille Milkyway el 1997, com una barreja del Doo-wop dels anys 1940, la música disco dels anys 1970, l'europop dels anys 1990, i abordant temàtiques com l'amor, la felicitat, l'amistat, però també la tristesa, el desamor, la ràbia i la frustració. L'estil de la banda es caracteritza pel contrast que sorgeix per la combinació de melodies alegres amb lletres malenconioses.
Els primers treballs de La Casa Azul van sortir a la llum en forma de tres maquetes: Te invito a mi fiesta (1998-1999), Canciones ligeras (1999) i Galletas (1999) que en un principi van ser distribuïdes per diversos programes de ràdio i que van aconseguir guanyar molts adeptes al jove grup català. Moltes de les cançons d'aquestes maquetes van ser gravades novament i van formar part del primer EP de la banda El sonido efervescente de la casa azul (2000) i posteriorment vam ser reunides i reeditades en la seva gravació en la reedició de El sonido efervescente de La Casa Azul (2006).
El projecte La Casa Azul va néixer com una banda fictícia i els seus membres eren llavors un dibuix fet a color sense una persona real que els representi, seguint l'exemple de grups dels anys 1960 com The Archies. L'encarregat de la presentació de les cançons de la banda en directe és Guille Milkyway, el productor, compositor, arranjador i cantant de la banda.
La presentació en directe de la banda té lloc el 20 d'agost de 1999, a la sala Siroco de Madrid, dins d'una sèrie de concerts anomenats Operación Bikini, junt a altres grups de la discogràfica Elefant Records com Me Enveneno de Azules, Niza i Vacaciones. En novembre actuen a Saragossa, compartint cartell amb altres bandes de pop indie com Niza i Los Fresones Rebeldes. El tercer concert de la banda té lloc en la sala Cibeles de Barcelona, a la festa del desè aniversari del selleg discogràfic Elefant Records, sota el qual prepara la imminente publicació del seu primer treball.
Actuen a l'entrega de premis del programa radiofònic Viaje a los sueños polares, on recullen els seus tres primers premis: grup revelació segons els oients, grup revelación segons la direcció del programa i millor maqueta segons els oients. Li segueixen actuacions a llocs com Barcelona i València.

## Inicis amb Elefant (2000-2002)
La primera col·laboració de La Casa Azul amb Elefant Records arriba en febrer del 2000, amb una remescla del tema Jamie Theakston del grup anglès Supercute.
En octubre arriba el primer llançament de La Casa Azul: El sonido efervescente de la casa azul un EP que consta de sis temes rescatats de les seves maquetes: Hoy me has dicho hola por primera vez, Galletas, Chicle Cosmos, Sin Canciones, Me Gusias y Cerca de Shibuye. Les cançons es graven de nou per aquest EP i es publica en dos formats CD i disc de vinil de 10’’. El disc rep molt bones crítiques tant de la revista Rockdelux com del programa de ràdio Viaje a los sueños polares, que consideren aquest disc como un dels millors de l'any 2000. Cerca de Shibuya és escollida com una de les millors cançons del 2000 segons els oients de Disco Grande (Radio 3). Aquesta edició està descatalogada.
Una de les seves primeres cançons publicades, la ja esmentada Cerca de Shibuya, apareix en el recopilatori Elefantdiez que regalava el número de novembre de la revista Rockdelux. La versió que apareix és la de la maqueta.
En aquest període es prepara el llançament del primer LP de la banda, malgrat que Guille Milkyway es dedica també a altres projectes, com a productor de les bandes Mirafiori, Cola Jet Set i La Monja Enana i publicant el primer treball del seu altre projecte Milkyway, en forma d'EP i titulart In Love publicat pel segell Annika Records.

## Els cinc nois i el primer LP (2003-2004)
El projecte de Guille Milkyway va prenent forma, i es va preparant el que serà el primer LP del grup. La part estètica també es renova: s'escullen cinc nois per donar vida a David, Virgínia, Sergio, Clara i Òscar que s'encarregaran de donar la imatge en els videoclips i les aparicions en televisió, ja que, fina ara, els integrants de La Casa Azul havien estat només un dibuix.
En agost de 2003, en ple estiu es reuniexen en Madrid per primer cop Guille Milkyway, els cinc nois i Domingo González, aquest últim per dirigir el rodatge del primer videoclip del grup. Es tracta de Superguay, el primer senzill del seu primer LP, que serà protagonitzat exclusivament pels nois.
Com avançament del LP apareix la cançó En noches como la de hoy en un recopilatori d'Elefant Records anomenat Modapop, amb actuacions en Madrid i Barcelona per presentar el recopilatori al costat de Camera Obscura, Niza, Entre Ríos i Les Très Bien Ensemble. També graven el tema Viaje a los sueños polares, una versió de Family, per l'àlbum tribut que li grava un llarg elenc d'artistas anomenat Un soplo en el corazón.
En desembre de 2003 publiquen el seu primer LP Tan simple como el amor amb el segell Elefant Records i editat en CD i LP de 12.
En 2004 el LP es presenta en diferents events: el 25 aniversari de Flor de la pasión, que és un programa de Radio 3, el 14 de febrer en el festival Es pop mamá en Barcelona i el 5 de març en el Soft Pop Touren La Corunya, el 27 de març a l'Otros mundos pop de Lleó on s'incorporen com a coristes i ballarines dos componentes del grup Las donetes i que acompanyaran a Guille Milkyway en molts de dels seus directes.
Sorgeixen les primeres actuacions en televisió, en les que La Casa Azul apareix representada pels cinc nois, que fan veure que toquen els instruments i moure els llavis alhora que el playback. Apareixen a Música sí, de TVE-1, on canten Superguay i a Club Disney, de Telecinco, on canten Como un fan i, a més, són entrevistats.
En el número d'abril de la prestigiosa revista anglesa MOJO apareix una excel·lent crítica del disc Tan simple como el amor.
En juny de 2004, el grup i el seu productor viatgen novament a Madrid per trobar-se amb Domingo González i un nodrit grup de fans per filmar el seu segon i tercer videoclip, respectivament de Como un fan i El sol no brillará nunca más.
En juliol de 2004 actuen per primera vegada en el festival ContemPOPránea, a Alburquerque (Badajoz) i en agost en el Festival Internacional de Benicàssim i a Gijón. En els directes s'utilitzen les projeccions que ha creat Domingo González pel grup.
Guille s'encarregarà de la sintonia del programa Zona Disney amb el tema Vente a Zona Disney que es versiona en castellà i portuguès. A finals de 2004 es reedita la cançó Chicle cosmos per ser inclosa en la banda sonora de la pel·lícula El asombroso mundo de Borjamari.Pocholo en què participa Santiago Segura.

## Gira deTan simple como el amor(2005–2006)
El 4 de febrer de 2005, en una festa en el club 8 y Medio de Madrid, es presenta el videoclip de Como un fan, dirigit per Domingo González i filmat l'estiu anterior. En aquest videoclip, a diferència de l'anterior, incorpora moltes escenes d'exteriors, en diferents localitzacions i és el primer en què, més dels cinc nois, apareix Guille Milkyway realitzant un petit cameo.
En juliol, Guille viatja al Japó per actuar en les celebracions preparads per Elefant per l'Exposición Universal d'Aichi 2005, actuant els dies 17 i 22 en els clubs CHU! i Aoi Heya i els dies 23 i 24 al costat de Niza al club Cay, al Spiral Hall, tots situats dins del districte de Shibuya, en Tòkio.
A la tardor es publica el videoclip de El sol no brillará nunca más, dirigit per Domingo González, que es va rodar paral·lelament al de Como un fan en juny de 2004.
En octubre de 2005 es publica un EP de Como un fan, incloent a més el tema que dona títol a l'EP, la versió de Family, Viaje a los sueños polares i dos temales inèdits Viva (un poco más) el amor i Debería plantearme cambiar. També s'inclouen els vídeos de Como un fan i Superguay. L'EP entra en les llistes de singles de Promusicae al número 10 la setmana del 24 al 30 d'octubre de 2005, romanent dins de la llista per quatre setmanes. Segons la revista Rockdelux, tant l'EP com el videoclip de Como un fan han estat un dels millors de l'any 2005.
En 2006 es preparen els últims concerts d'aquesta etapa: comencen en Saragossa, Valladolid i Madrid.
En març s'edita Villa Flir, nou disc de la mítica cantant pop espanyola Kikí d'Akí, produït per Guille Milkyway.
Es publica el recopilatori We Heart Rock on apareix la cançó Jamie Theakston, remesclada per La Casa Azul, el seu primer tema publicat.
El 3 de maig de 2006 es publica una reedició del seu primer EP El sonido efervescente de La Casa Azul, en una edició masteritzada per Xavi Alarcón on a més del contingut original s'afegeixen les tres maquetes de La Casa Azul, tres bonus tracks: Quiero vivir en la ciudad (una versió de Mecano), Chicle Cosmos (la versió utilitzada per la banda sonora de la pel·lícula El asombroso mundo de Borjamari y Pocholo) i Tantas cosas que arreglar del recopilatori Momentos perdidos d'Elefant Records. A méd inclou dos temes en directe d'una de les seves primeres actuacions en Saragossa: Hoy me has dicho hola por primera vez i Cerca de Shibuya. Aquest disc és editat en Corea del Sud pel segell Happy Robot, que ja havia publicat abans Tan simple como el amor
En maig de 2006 La Casa Azul viatja a Corea del Sud per realitzar una mini-gira al costat de Corazón. El dia 14 toquen en el festival Naini Island, el 16 en el Latin Music Festival celebrat en l'Inchon Memorial Hall en Koryo (Universitat Nacional de Corea) i el 18 a l'auditori de la Universitat de Yonsei a Seül. Després d'aquesta gira la marca cosmètica coreana DHC escull Galletas per la seva campanya publicitària.
De tornada a Espanya toquen el 24 de juny en la sala Apolo de Barcelona, el 29 en el Musac de Lleó, al costat de Ladytrón i el dia 30 en la sala Ocho y Medio de Madrid. Aquest mateix mes s'edita Peachy little secrets, un recopilatori publicat pel segell Fruit Records de Singapur, on s'inclou el tema Prefiero bailar.
En juliol de 2006 actuen de nou en el festival ContemPOPránea de Alburquerque (Badajoz) i en setembre en el Lemon Pop en Múrcia, amb els que tanca aquesta etapa de concerts per preparar un nou disc d'estudi.
A finals d'any es va incloure el videoclip de Como un Fan en el DVD Eclectia de la productora Malavida. En desembre es publica el tema Feliz Navidad, una versió de José Feliciano pel recopilatori Cuentos de Navidad del segell discogràfic Jabalina.

## La Revolución Sexual(2007-2008)
En la primera meitat del 2007 el silenci de La Casa Azul és absolut. No se sap res des de l'últim concert en directe en el Lemon Pop, però, en setembre surt la notícia de què el nou disc es publicarà aquest mateix any, i s'avancen quatre temes a través del MySpace de la banda: La Revolución Sexual, El Momento Más Feliz, Esta Noche Sólo Cantan Para Mí i La nueva Yma Sumac. A més, la multinacional Samsung escollia el tema de La Casa Azul Un Mundo Mejor, que seria posteriorment publicat en el següent àlbum del grup, per a un spot publicitari d'un nou móbil de la companyia asiàtica.
El 3 de novembre de 2007 es llança La Revolución Sexual amb tretze cançons de pop suau i amb una producció molt cuidada. La imatge del grup dona un canvi radical: els nois deixen de ser la imatge principal del grup, per convertir-se en androides programats a les ordres del veritable autor dels temes i alma mater del grup: Guille Milkyway, que passa a ser protagonista dels videoclips i entrevistes.
La presentació té lloc a les botigues FNAC de Madrid i Barcelona, els dies 3 i 11 de novembre, on es presenta el videoclip del primer single del disc, titulat homònimament La Revolución Sexual, dirigit per Domingo González i del qual Guille Milkyway és el protagonista. S'exhibeixen versions en castellà i anglès del videoclip amb lleus diferències en la producció. Les còpies del disc es van esgotar a les poques hores a totes les botigues d'Espanya. La presentació dona pas a una sèrie de concerts que van començar en la sala El Sol de Madrid (les entrades d'aquest concert es van acabar amb soprenent rapidesa), els dies 16 i 17 de novembre van omplir la sala Apolo de Barcelona i la sala Heineken de València.
La Casa Azul ja té fama nacional i fa entrevistes en el programa Siglo 21 de Radio 3 i en premsa: El Mundo, El País, La Razón i Público s'interessen per cobrir el llançament de La Revolución Sexual. En desembre són portada de la revista Mondo Sonoro.
El disc entra directament en el número 25 dels discs més venuts en Espanya la setmana del seu llançament, romanent en aquesta llista tres setmanes.
A principis de 2008 es van succeir els concerts, a l'auditori de Múrcia, en la sala Santana 27 de Bilbao, en el Centre Cívic Delicias de Saragossa i en la Playa Club de La Corunya.
En febrer, La Casa Azul és seleccionada per participar en la preselecció de RTVE per representar a Espanya al Festival de la Cançó d'Eurovisió a través del portal d'Internet MySpace, amb una edició retallada de La Revolución Sexual, ja que la duració máxima del tema havia de ser, per normativa de 3 minuts, i la duració original és de més de 4 minuts.
El 7 de març canten a Fiesta Flor de Pasión i el 8 de marć participen en la gala Salvemos Eurovisión, on Guille Milkyway interpreta per primera vegada un tema en una cadena de televisió de difusió nacional. L'actuació va comptar amb dos coristes, que van cantar la major part de la cançó, ja que Guille es trobava greument refredat. En la gala, La Casa Azul va acabar en tercer lloc, essent superats per Rodolfo Chikilicuatre, guanyador absolut de la mateixa representant final a Eurovisió 2008, i Coral Segovia.
El 10 de març omple la sala Joy Eslava a Madrid, el 18 d'abril actuen en el 3r Festival Cultura Pop de San Blas, a Madrid. El 6 de juny al festival Valladolidindie ’08.
En juny s'estrena la cançó Vull saber-ho tot de tu per la sintonia del concurs Els 25 de TV3. Es tracta de la primera cançó de La Casa Azul en català.
El 2 de juliol es posa a la venta La Revolución Sexual a Corea del Sud publicat per la discogràfica coreana Happy Robot. En aquest llançament s'inclouen, a part de les cançons que es troben en el llançament original d'Elefant Records a Espanya, dos bonus tracks, que són dues versions noves del tema La Revolución Sexual: una versió en anglès i una altra a duet amb la cantant coreana Yeongene (연진).
El 4 de juliol es presenta el videoclip d'Esta noche sólo cantan para mí dirigit per Domingo González en la sala Ocho y Medio de Madrid.
El 18 de juliol actua per segon cop en el Festival Internacional de Benicàssim i el 26 de juliol en el festival Contempopránea, per tercera vegada. En agost la gira continua per Villanueva de la Jara (Conca) i Sant Sebastià i en setembre per Sant Boi de Llobregat (Barcelona) i Múrcia.
El 20 de setembre actua en el festival MTV BAM Music Week de Barcelona, més de 20.000 persones es van concentrar per seguir la gravació en directe del concert de La Casa Azul per la MTV. Un moment que quedà immortalitzat gràcies a les càmeres de la MTV que van recollir cada moment únic i especial de l'actuació.

## Discografia

#### Senzills
- Como un fan CD (Elefant, 2005)
- Todas tus amigas (2010)

#### Àlbums
- El sonido efervescente de La Casa Azul EP 10"/CD (Elefant, 2000). És el primer àlbum d'estudi de La Casa Azul. Es va reeditar en CD digipack el 2006 a Espanya, el Japó i Corea del Sud amb diversos temes addicionals.
- Tan simple como el amor LP 12"/CD (Elefant, 2003). És el segon àlbum d'estudi de La Casa Azul. Sortí en format CD i LP 12" per a col·leccionistes. En van sortir dos singles (Superguay i El sol no brillará nunca más) i un EP (Como un fan). Posteriorment el disc s'edità al Japó i a Corea del Sud. La cançó Superguay es va fer servir en un episodi de la setena temporada del drama canadenc Degrassi: The Next Generation.
- El sonido efervescente de La Casa Azul (reedició amb temes addicionals) CD (Elefant, 2006)
- La revolución sexual LP 12"/CD (Elefant, 2007)
- La nueva Yma Sumac (lo que nos dejó la revolución) (Elefant, 2009)
- La Polinesia Meridional (2011)

#### Videoclips
- Superguay (2004, Domingo González)
- Como un fan (2005, Domingo González)
- El sol no brillará nunca más (2006, Domingo González)
- La revolución sexual (2007, Domingo González)
- Esta noche sólo cantan para mí (2008, Domingo González)
- La nueva Yma Sumac (2009, Duprez)
- Todas tus amigas (2010, Nadia Mata Portillo)
- "La Polinesia Meridional" (2012, Jean-Marie Marbach)